# Mạc Thị Giai
Hiếu Văn hoàng hậu (chữ Hán: 孝文皇后; 1578 - 1630), hay Huy Cung Từ Thận Thuận phi (徽恭慈慎順妃), nguyên là Chính thất của chúa Nguyễn Phúc Nguyên, thân mẫu của chúa Nguyễn Phúc Lan.
Theo các câu chuyện dân gian, bà được dân chúng tôn làm Bà tổ bếp hay bà tổ của nghề nấu ăn đất phương Nam.

## Thân thế
Bà vốn là họ Mạc (莫氏), sau được đổi thành họ Nguyễn (阮氏), quê gốc của bà ở làng Cổ Trai, huyện Nghi Dương, phủ Kinh Môn, trấn Hải Dương trước đây (nay thuộc xã Ngũ Đoan, huyện Kiến Thụy, thành phố Hải Phòng), là đất phát tích của vương triều nhà Mạc. Bà là con gái của Khiêm vương Mạc Kính Điển, vốn có tên là Thị Giai (氏佳).
Năm 1592, Nhà Mạc thất thủ, bà cùng người em gái của mình là Quận chúa Mạc Thị Lâu rời bỏ quê hương vào đất phương Nam lúc mới 15 tuổi (1593) để tìm người chú ruột là Mạc Cảnh Huống lúc đó đang phò tá chúa Nguyễn Hoàng trong buổi đầu dựng cơ nghiệp trên đất Thuận Hóa. Thời gian đầu trên vùng đất mới, chị em bà náu thân ở chùa Lam Sơn, đăng ký vào danh bộ tỉnh Quảng Trị.
Sau này, bà được thím dâu Nguyễn Ngọc Dương, phu nhân của Thống binh Mạc Cảnh Huống và đồng thời là em gái của Đức Ý Phi Nguyễn thị, đưa vào phủ chúa để ra mắt vương tộc họ Nguyễn. Bà sau trở thành Chánh thất của chúa Nguyễn Phúc Nguyên, được chúa hết lòng yêu quý nên về sau bà được ban họ chúa.

## Liên kết quan hệ Mạc - Nguyễn
Mạc thị cùng với người chú của bà là Thống binh Mạc Cảnh Huống được coi là những người có công lớn nhất trong việc tạo dựng ảnh hưởng của dòng họ Mạc trên đất của các Chúa Nguyễn nhiều đời sau. Bởi vậy, con cháu trong hoàng tộc nhà Mạc chạy nạn vào phương Nam phần nào vẫn có sự đảm bảo được an toàn sinh sống trên vùng đất mới sau khi Nhà Mạc bị nhà Lê-Trịnh đánh bại mà về danh nghĩa, trước khi Trịnh - Nguyễn phân tranh, hai họ Trịnh và Nguyễn đều dương cao khẩu hiệu phù Lê diệt Mạc.
Sử triều Nguyễn cũng dành những lời ca ngợi bà: "Hậu tính thông mẫn dịu dàng, lời nói cử chỉ đều có khuôn phép, Chúa rất yêu thương".
Đại Nam liệt truyện tiền biên có những dòng ghi chép về bà:..."Bà họ Nguyễn (cẩn án, xét trước là họ Mạc sau đổi họ Nguyễn). Tiên tổ là người huyện Nghi Dương tỉnh Hải Dương. Bà là trưởng nữ Khiêm Vương Mạc Kính Điển. Khi Kính Điển bị bại vong, bà theo chú là Cảnh Huống đem gia quyến vào Nam, ẩn ở chùa Lam Sơn, nhân đó nhập tịch ở Quảng Trị. Nguyễn Ngọc Dương vợ Cảnh Huống, là dì ruột Hy Tông hoàng đế (Nguyễn Phúc Nguyên), nhân tiến bà vào hầu chúa ở nơi tiềm để. Tính bà minh mẫn thuần thục, nói và làm đều đúng mực thước, bà được chúa yêu và quý trọng. Sinh được 5 trai gồm con trưởng là Kỳ, làm Hữu phủ chương phủ sự, trấn thủ Quảng Nam - tặng Thiếu bảo Khánh quận công, con thứ hai tức là Thần Tông hoàng đế, con thứ ba là Trung, con thứ tư là An, con thứ năm là Nghĩa chết sớm. Ba con gái gồm trưởng là Ngọc Liên, thứ là Ngọc Vạn, út là Ngọc Khoa."
Em gái bà là Mạc Thị Lâu và em họ bà là Mạc Cảnh Vinh, con trai trưởng của Thống binh Mạc Cảnh Huống, cũng được mang họ nhà Chúa và trở thành Nguyễn Thị Ngọc Lâu và Nguyễn Phúc Vinh. Em gái của bà về sau lập gia thất với Quốc sư Võ Qưới Công là người làm việc tại phủ Chúa, thầy dạy các Thế tử của chúa Nguyễn.
Xuất thân từ chốn hoàng cung triều Mạc, bà còn là người am hiểu về nghệ thuật ẩm thực cung đình nên nhiều kiến thức đó được bà đem dạy lại cho người dân vùng Thuận Hóa. Vì vậy sau khi bà mất, dân chúng nhiều nơi ở vùng duyên hải Nam Trung Bộ tôn bà là Bà tổ bếp hay Bà tổ của nghề nấu ăn đất phương Nam để ghi nhớ công ơn của bà trong việc khai mở bếp núc, nấu ăn của người Việt trên vùng đất mới khai phá.

## Tưởng nhớ
Năm Canh Ngọ (1630), mùa đông, tháng 11, Hoàng hậu Mạc thị qua đời tại Quảng Nam khi đang sống cùng người con trai trưởng Nguyễn Phúc Kỳ, lúc đó là quan trấn thủ dinh Quảng Nam, hưởng thọ 52 tuổi, an táng tại núi Chiêm Sơn, huyện Duy Xuyên, tỉnh Quảng Nam, mang tên là Vĩnh Diễn lăng (永延陵).
Năm 1744, thời kỳ Vũ vương Nguyễn Phúc Khoát đăng cơ và xưng Vương (王), truy tôn các chúa Nguyễn thụy hiệu Vương tước, Mạc phu nhân được truy tặng làm Huy Cung Từ Thận Thuận phi (徽恭慈慎順妃).
Năm 1806, Gia Long lên ngôi, truy tặng bà thụy hiệu là Huy Cung Từ Thận Ôn Thục Thuận Trang Hiếu Văn hoàng hậu (徽恭慈慎溫淑順莊孝文皇后), phối thờ cùng Hy Tông hoàng đế Nguyễn Phúc Nguyên ở Thái Miếu vào gian thứ nhất bên trái.
Sách văn dâng tôn thụy như sau:
Tốt thay đức khôn nguyên, trên sánh với thê Kiều. Phô nêu đức tốt, là để đáp Phước dày mà tỏ đạo hiếu vậy.
Kính nghĩ, Huy Cung Từ Thận Mạc Thuận phi điện hạ: Trinh tĩnh đoan trang, bao hàm rộng sáng: phong hóa khắp gần xa, đức tốt không bờ bến. Đúc thành giống tết, phồn thịnh Phước to. Nay trên nhờ đức thiêng liêng, nối mãi ngôi tôn quý. Vậy xét điển lễ kính dâng tên hay. Cẩn tiến sách vàng dâng tôn hiệu là "Huy Cung Từ Thận Ôn Thục Thuận Trang Hiếu Văn Hoàng Hậu", thờ chung vào gian tả nhất nhà Thái Miếu.

## Con cái
Bà sinh được 8 người con, gồm năm con trai và ba con gái. Trong số này, nổi tiếng nhất là Nguyễn Phúc Lan và Công nữ Ngọc Vạn, người đã tạo mối quan hệ Việt - Khmer, tạo tiền đề cho người Việt ở Đàng Trong dần chuyển đến vùng đất Nam Bộ, Sài Gòn.

### Công tử
1. Khánh Quận công Nguyễn Phúc Kỳ (阮福淇; ? - 1631).
2. Nguyễn Phúc Lan (阮福瀾), tức Thần Tông Hiếu Chiêu Hoàng đế (神宗孝昭皇帝).
3. Nguyễn Phúc Trung (阮福忠), mưu phản nghịch nên bị giết và tước tông tịch.
4. Nguyễn Phúc An (阮福安), không có truyện.
5. Nguyễn Phúc Nghĩa (阮福義), chết non

### Công nữ
1. Nguyễn Phúc Ngọc Liên (阮福玉蓮), được gả cho trấn thủ Trấn Biên Mạc Cảnh Vinh (Nguyễn Phước Vinh - con trai Mạc Cảnh Huống).
2. Nguyễn Phúc Ngọc Vạn (阮福玉萬), được gả cho Quốc vương Chân Lạp là Chey Chetta II.
3. Nguyễn Phúc Ngọc Khoa (阮福玉誇), được gả cho Quốc vương Chiêm Thành là Po Rome.